# Чквиши
Чквиши (на грузински: ჭყვიში) е село в западна Грузия, част от Ванска община на област Имеретия. Населението му е около 376 души (2014).
Разположено е на 60 метра надморска височина в Колхидската низина, на 9 километра западно от Вани и на 30 километра югозападно от Кутаиси. Селището е известно от XVI век.

## Известни личности
Родени в Чквиши
- Галактион Табидзе (1891 – 1959), поет